# Dálková forma vzdělávání
Dálková forma vzdělávání (někdy též studium při zaměstnání) je forma vzdělávání, která studentovi umožňuje studovat střední školu, vyšší odbornou školu či konzervatoř, nebo vysokou školu, na rozdíl od denního studia, při zaměstnání. Vyžaduje však občasný (1 × za měsíc, 14 dnů apod.) osobní kontakt studenta s vyučujícím. Někdy se však (např. dle českého školského zákona) od dálkového studia odlišně definuje distanční studium, které může probíhat kompletně elektronicky, někdy jde však o totéž, resp. se mezi těmito pojmy striktně neodlišuje (např. dle českého vysokoškolského zákona). Opakem je prezenční studium, které je charakteristické častou osobní docházkou. Jako kombinované studium se pak označuje kombinace ostatních forem studia. Jinou formou studia (zpravidla při zaměstnání) je pak večerní studium.

## Obecná charakteristika u jednotlivých typů škol
Ať už na střední škole, vyšší odborné škole či konzervatoři, nebo vysoké škole – objem učiva bývá stejný, žáci, resp. studenti, ho však povětšinou musí zvládnout sami samostudiem, pokud mají čas, mohou též navštěvovat příležitostně prezenční studium.

### Střední škola, vyšší odborná škola, konzervatoř
Běžnou praxí je, že výuka se uskutečňuje jeden den v týdnu formou tzv. konzultací a to zpravidla v odpoledních hodinách. Z toho vyplývá, že hodinových dotací je výrazně méně nežli je tomu u denního studia, klade se důraz na domácí přípravu studentů. Tuto formu vzdělávání poskytují jak státní, tak soukromé střední školy. Výhodou u soukromých škol je, že v některých případech je studium poskytováno i v sobotu nebo dokonce v neděli, u státních tomu tak nebývá zvykem.

### Vysoká škola
V případě distančního (dálkového) studia (vzdělávání) vysokoškolských studentů to funguje obdobně. Vzhledem k objemu učiva, ale bývá takových konzultací, nebo blokových hodin více a někdy i více dnů. Existují různé modely, jak v období výuky, toto zorganizovat: např. 1 × za měsíc několik přednášek v pátek a sobotu, případně neděli, s tím, že pokud se jedná o obor, který má v prezenční formě řadu cvičení (resp. seminářů), ukončují studenti takovéhoto studia svůj semestr právě třeba týdenním blokovým cvičením. Běžné bývají průběžné testy, vypracovávání semestrálních (či seminárních) prací atp. Oproti prezenčním studentům někdy nemusí být semináře povinné. Ve zkouškovém období je pak typické plnění si vlastních povinností jako u prezenčních studentů, tedy skládání příslušných zkoušek, zápočtů apod.

### MBA
Studium MBA je určeno právě pro již zaměstnané lidi s několikaletou praxí. Každá instituce má výuku přizpůsobenou jinak. Nejčastěji studenti dochází na hodiny o víkendu nebo se vzdělávají doma přes online kurzy. Nejčastěji studují MBA lidé na managerských pozicích, kteří se zdokonalí v procesech vedení svých zaměstnanců a dozví se zkušenosti z praxe.